# Walo Bertschinger (Bauunternehmer)

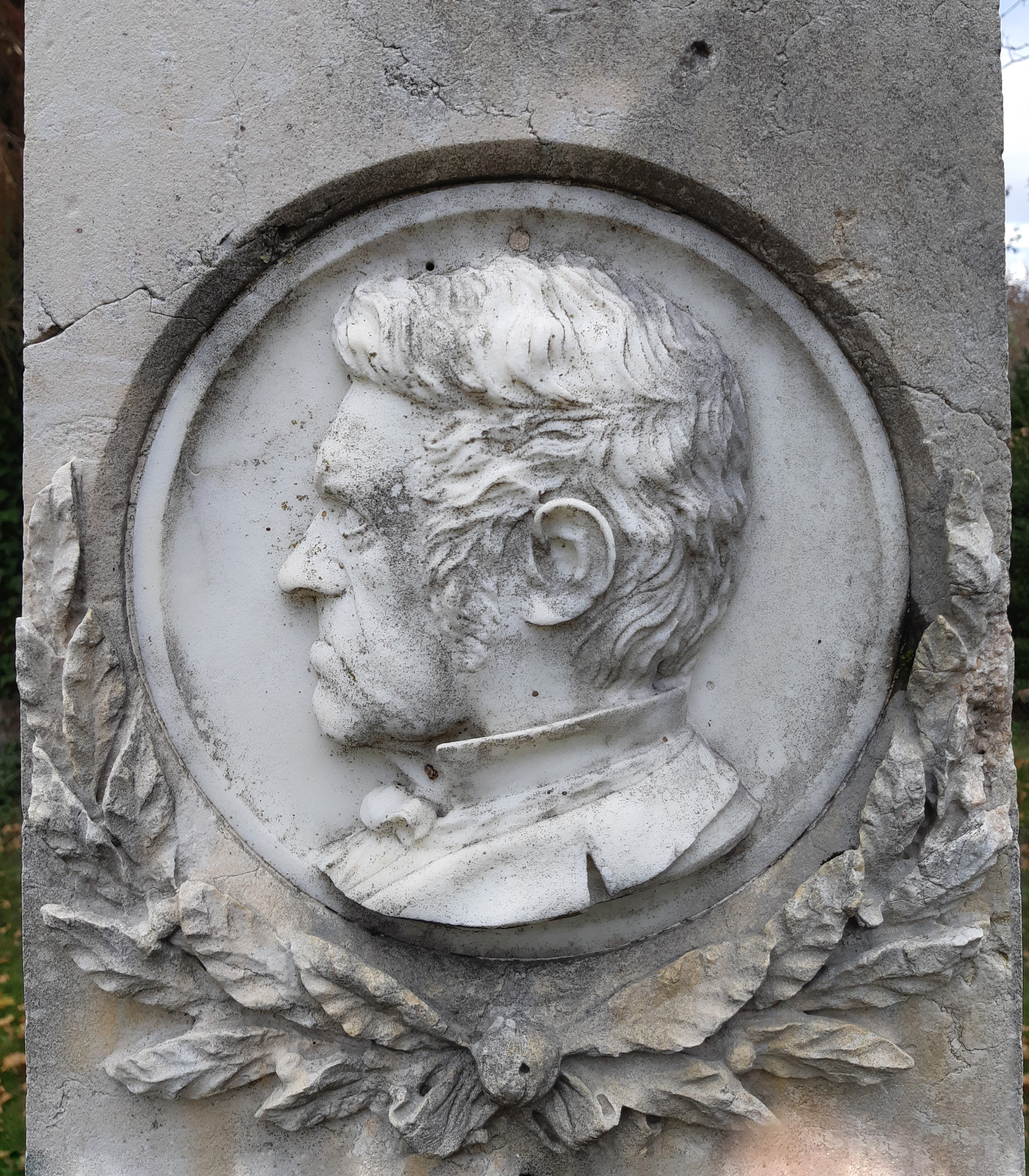
Grabstätte Walo Bertschinger, Lenzburg

Walo Bertschinger (* 11. August 1876 in Lenzburg; † 1. September 1947 in Zürich) war der Gründer des überregional bedeutenden Strassen- und Tiefbauunternehmens Walo Bertschinger AG.

## Leben und Beruf
Walo entstammt der Familie Theodor und Sophie, geborene von Greyerz. Sein Grossvater mütterlicherseits war Forstverwalter in Lenzburg und Namensgeber seines Rufnamens. Sein Grossvater väterlicherseits, Theodor, war Kolonialwarenhändler und Schnupftabakfabrikant in Lenzburg, Präsident des Bezirkschulrats und von 1866 bis 1872 Nationalrat für den Kanton Aargau.
Nach seiner Schulbildung studierte Walo am wenige Jahre zuvor gegründeten Technikum Winterthur und an der Tiefbauschule in Strasbourg, wo er sein Diplom als Bauingenieur erwarb. Anschliessend arbeitete er im Unternehmen seines Vaters, in dem gerade die Bauaufträge für die Wynentalbahn durchgeführt wurden. Seine dabei gesammelten Erfahrungen befähigten ihn, nach dem Tod seines Vaters zusammen mit seinen beiden Brüdern das Geschäft zu übernehmen.
1917 trennten sie die Brüder unternehmerisch. Walo gründete das Unternehmen für Strassenbau und Kanalisationen Walo Bertschinger – kurz Walo –, das schnell zahlreiche Filialen eröffnen konnte und bereits in den 1920er Jahren nationale Bedeutung erlangte.
Walo Bertschinger heiratete 1902 eine Martha Schwarz, Tochter eines einheimischen Eisenhändlers und nach ihrem Tod 1923 eine Klara Mauch aus Teufenthal. Aus der ersten Ehe sind drei Söhne und eine Tochter mit den Jahrgängen 1903 bis 1911 hervorgegangen, aus der zweiten Ehe 1925 ein weiterer Sohn.

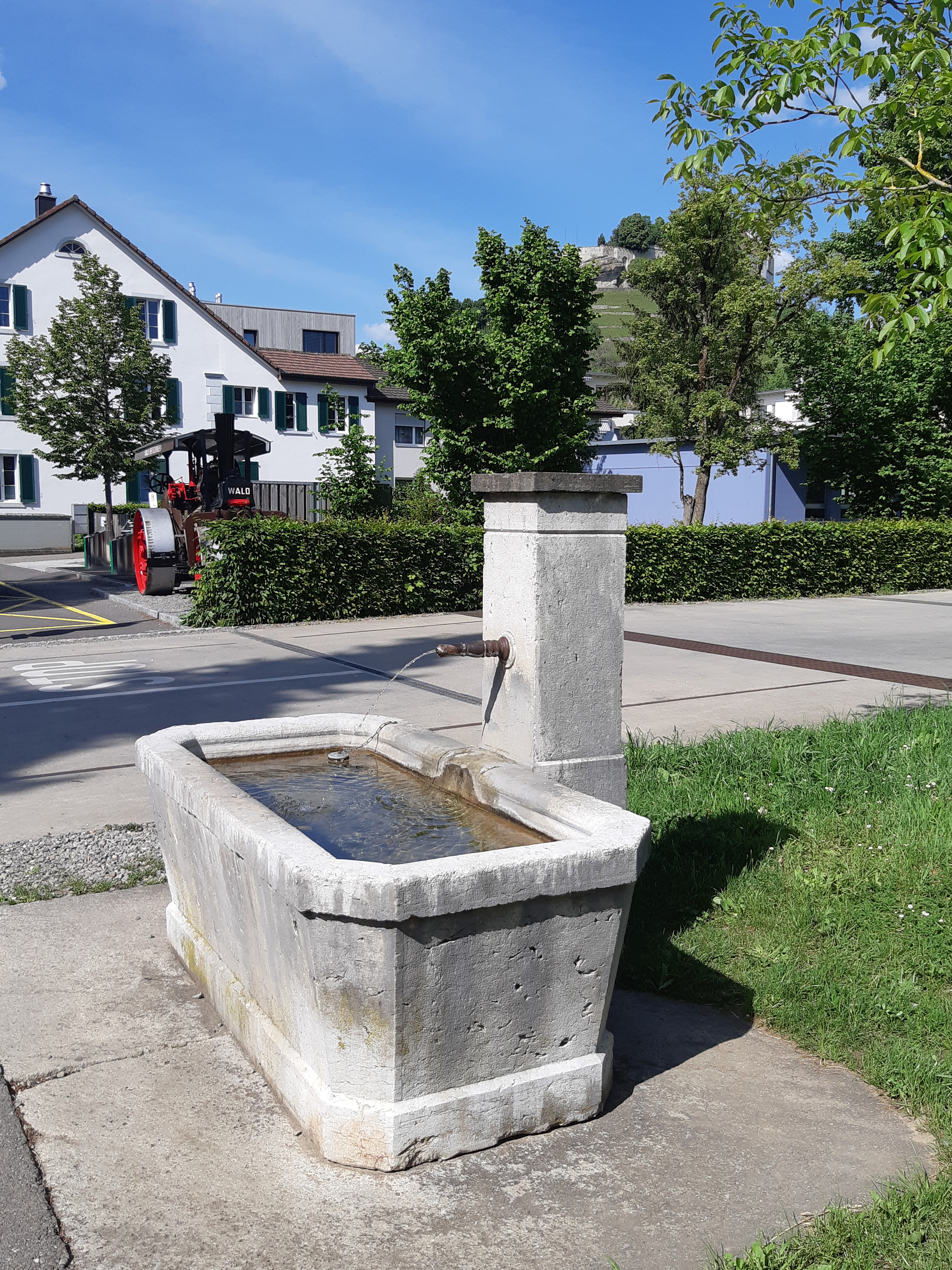
Widmebrunnen an der Ammerswiler Strasse. Im Hintergrund die «Walo»-Dampfwalze.

Walo verstarb am  1. September 1947 in seinem Haus Hintere Weid, Höngg, Zürich. Seine 16 Jahre jüngere, zweite Frau überlebte ihn 29 Jahre. Er liegt auf dem Friedhof Lenzburg in einem Ehrengrab begraben.
Zur Erinnerung an diesen Sohn der Stadt Lenzburg steht eine der Dampfwalzen aus dem Firmenbestand nur wenige Hundert Meter von seiner Grabstätte entfernt an der Ammerswiler Strasse. Diese Maschinen waren bis in die späten 1960er Jahre im Einsatz. Diese Baumaschine wurde aufwändig restauriert und bei der Einweihung der Umgehungsstrasse im Jahr 2000 von der Firma Walo an die Gemeinde Lenzburg geschenkt, um die Verbundenheit zwischen dem Bauunternehmen und der Gemeinde zu dokumentieren.